# Droga wojewódzka nr 228
Droga wojewódzka nr 228 (DW228) – droga wojewódzka w woj. pomorskim o długości 53 km, łącząca Kartuzy z Bytowem. Droga przebiega przez 2 powiaty: kartuski (gminy: Kartuzy, Chmielno, Stężyca i Sulęczyno), bytowski (gminy: Parchowo i Bytów).

## Miejscowości leżące przy trasie DW228
- Kartuzy
- Ręboszewo
- Brodnica Górna
- Przewóz
- Borucino
- Klukowa Huta
- Węsiory
- Sulęczyno
- Parchowo
- Jamno
- Pomysk Mały
- Rzepnica
- Bytów